# Han Hee-jun
Han Hee-jun (hangul: 한희준) también conocido como Heejun, es un cantante, actor y presentador surcoreano.

## Biografía
Es hijo de Jae Chun y Sun Ae-han, tiene un hermano mayor Hee Seung-han (Aiden).
A los 12 años emigró junto a su familia a Flushing, Nueva York. Asistió al "Francis Lewis High School".

## Carrera
Desde el 2012 es miembro de la agencia Polaris Entertainment.

### Música
En abril del 2012 actuó en vivo en KIIS-FM en Los Ángeles, más tarde interpretó "God Bless America" durante un juego de los New York Mets.
En mayo del mismo año interpretó "The Star-Spangled Banner" durante el 18th Asian Pacific American Institute for Congressional Studies Awards Gala (APAICS).
El 6 de julio del mismo año se unió al tour American Idols LIVE! Tour 2012, el cual duró hasta el 21 de septiembre del mismo año. 
Apareció durante la edición de julio del mismo año de la revista "Mom and I Family Magazine" una revista para familias coreanas-americanas.
En septiembre del mismo año cantó y participó como juez durante la competencia de k-pop en el Skirball Center for the Performing Arts de la Universidad de Nueva York. Ese mismo mes, se presentó como el acto de apertura de Kim Kyung-ho en el teatro Orpheum de Los Ángeles.
Más tarde, cantó durante el Festival de Acción de Gracias de Nueva Jersey en Corea, y cantó "The Star-Spangled Banner" antes de un juego de los New York Mets.
En noviembre del mismo año fue juez invitado durante la final del Kollaboration en Glendale, California.
El 17 de septiembre de 2013 lanzó su primer sencillo titulado "Bring the Love Back", donde trabajó junto al rapero Pusha T.
En el 2015 lanzó su single "QnA" junto a Tiffany de Girls' Generation.

### Televisión
El 22 de noviembre de 2007 se unió al elenco de la película West 32nd donde interpretó a Danny, un matón callejero de bajo nivel que está con el grupo del gángster Mike Juhn (Jun-seong Kim).
En el 2012 se unió como concursante a la undécima temporada del programa de canto American Idol donde quedó en la novena posición. Durante su audición cantó "How Am I Supposed to Live Without You" de Michael Bolton, su audición hizo que la cantante Jennifer Lopez llorara, mientras que Steven Tyler comentó que había realizado una buena interpretación.
En julio del mismo año apareció en la revista Konnect Magazine (US).
En el 2013 participó en la tercera temporada del programa K-pop Star donde quedó en sexto lugar.
En el 2015 se unió como miembro del panel de detectives de la segunda y tercera temporada del programa de canto I Can See Your Voice.
En el 2018 reemplazó a Park Jae-hyung del grupo Day6 como co-presentador del programa After School Club.

## Filmografía

### Programas de variedades
| Año       | Programa                       | Notas                                                                |
| --------- | ------------------------------ | -------------------------------------------------------------------- |
| 2021      | King of Mask Singer            | (ep. #293) - concursó como "Brother"                                 |
| 2016      | Fantastic Duo                  | panelista                                                            |
| 2015-2016 | I Can See Your Voice           | miembro del panel de detectives - (ep. #1-2, 4, 6-7, 9-10, 14; 1-12) |
| 2013      | K-pop Star                     | 7 episodios - concursante - 6to. lugar                               |
| 2013      | Danny from L.A.                | 3 episodios                                                          |
| 2012      | The 700 Club                   | invitado - junto a Colton Dixon                                      |
| 2012      | Soulcheck TV                   | invitado - junto a Colton Dixon                                      |
| 2012      | MashBox                        | (ep. #1.2)                                                           |
| 2012      | Wendy: The Wendy Williams Show | invitado                                                             |
| 2012      | Live with Regis and Kathie Lee | invitado                                                             |
| 2012      | The Tonight Show with Jay Leno | invitado musical - (ep. #20.116)                                     |
| 2012      | American Idol                  | 16 episodios - concursante - 9.º lugar                               |

### Presentador
| Año           | Título            | Notas                                                                 |
| ------------- | ----------------- | --------------------------------------------------------------------- |
| 2018-presente | After School Club | co-presentador - (ep. #326-presente) - junto a Kim Seung-min y Ji-min |

### Películas
| Año  | Título          | Personaje | Notas                                                                            |
| ---- | --------------- | --------- | -------------------------------------------------------------------------------- |
| 2015 | Seoul Searching | Chow      | junto a Justin Chon, Jessika Van, In-Pyo Cha y Teo Yoo                           |
| 2007 | West 32nd       | Danny     | junto a John Cho, Jun-seong Kim, Grace Park, Jeong Jun-ho, Jane Kim y Lanny Joon |

### Teatro
| Año       | Musical     | Notas           |
| --------- | ----------- | --------------- |
| 2016-2017 | Youth March | Korean Broadway |

### Radio
| Año  | Programa        | Notas                      |
| ---- | --------------- | -------------------------- |
| 2015 | Sunny's FM Date | invitado - junto a Tiffany |

## Discografía

### OST
| Año  | Canción                   | Álbum                              | Notas |
| ---- | ------------------------- | ---------------------------------- | ----- |
| 2017 | "I Should Have"           | OST de "Autumn Sonata"             |       |
| 2016 | "Uselessly"               | OST de "On the Way to the Airport" |       |
| 2016 | "Like Back Then"          | OST de "Witch's Castle"            |       |
| 2015 | "To Be Seen, To Be Heard" | OST de "My Love Eun Dong"          |       |

### Miniálbumes
| Fecha de lanzamiento  | Título                | Lista de canciones                                          | Notas          |
| --------------------- | --------------------- | ----------------------------------------------------------- | -------------- |
| 4 de enero de 2018    | "DEEP INSIDE"         | 1. AM 2시 30분 2. DEEP INSIDE 3. DAYDREAM                   | - con Sojung - |
| 20 de febrero de 2017 | "Puppy Love" (풋사랑) | 1. Think of You (생각나) 2. Skit : To U 3. 그대여 4. 거의다 | - con Zuny -   |

### Digital singles
| Fecha de lanzamiento | Título          | Lista de canciones                                                  | Notas       |
| -------------------- | --------------- | ------------------------------------------------------------------- | ----------- |
| 23 de abril de 2017  | "Springkle You" | 1. 좋아하나봄 (Springkle You) 2. 좋아하나봄 (Springkle You) (Inst.) | con NOV -   |
| 15 de mayo de 2015   | "QnA"           | 1. QnA                                                              | con Tiffany |

### Singles
| Año  | Título              | Notas           |
| ---- | ------------------- | --------------- |
| 2013 | Bring the Love Back | junto a Pusha T |

### Colaboraciones
| Año  | Canción                      | Notas                                           |
| ---- | ---------------------------- | ----------------------------------------------- |
| 2015 | Polaris - I’m Fine Thank You | junto a Kim Bum-soo, Ivy, Rumble Fish y Sun Woo |

### Conciertos
| Año  | Título      | Notas  |
| ---- | ----------- | ------ |
| 2018 | "INSIDE US" | [ 16 ] |

## Apoyo a beneficencia
Antes de audicionar para American Idol, era un organizador sin fines de lucro de Milal Mission en Nueva York, una organización sin fines de lucro basada en la fe en Flushing, que trabaja con niños con necesidades especiales. Hee-jun ha hablado sobre sufrir de depresión emocional y acreditó a los niños con los que trabajó para ayudarlo a recuperarse de su enfermedad. También dijo que los niños lo motivaron para audicionar en el programa.
En el 2014 donó 9,600 USD para las familias afligidas de la tragedia Sewol.